# Ronde van Spanje 1986
| Eindklassement      |                      |             |
| Algemeen klassement | Álvaro Pino          | 98h 16' 04" |
| Tweede              | Robert Millar        | + 1' 06"    |
| Derde               | Sean Kelly           | + 5' 19"    |
| Vierde              | Reimund Dietzen      | + 5' 58"    |
| Vijfde              | Marino Lejarreta     | + 7' 12"    |
| Zesde               | Pello Ruiz Cabestany | + 7' 26"    |
| Zevende             | Laurent Fignon       | + 7' 29"    |
| Achtste             | Fabio Parra          | + 7' 55"    |
| Negende             | Anselmo Fuerte       | + 10' 50"   |
| Tiende              | Pedro Delgado        | + 11' 50"   |
| Puntenklassement    | Sean Kelly           | 253 punten  |
| Tweede              | Pello Ruiz Cabestany | 197 punten  |
| Derde               | Álvaro Pino          | 129 punten  |
| Bergklassement      | José Luis Laguía     | 146 punten  |
| Tweede              | Álvaro Pino          | 104 punten  |
| Derde               | Eduardo Chozas       | 90 punten   |

De 41e editie van de Ronde van Spanje werd gehouden in 1986 en duurde van 22 april tot 13 mei. Er stonden 170 renners aan de start, verdeeld over 10 ploegen. In totaal 107 renners bereikten de eindstreep die dit jaar niet, zoals gewoonlijk, in Madrid lag, maar in Jerez de la Frontera. Er werd gestart met een proloog in Palma de Mallorca, gewonnen door de Fransman Thierry Marie. De eerste etappe vond ook plaats op dit eiland, voor de tweede etappe werd de oversteek gemaakt naar Barcelona.
Deze ronde werd gewonnen door de Spanjaard Álvaro Pino. Vooraf waren Pedro Delgado, de winnaar de Vuelta 1985, en de Fransman Laurent Fignon als favorieten bestempeld. Beiden werden slechts respectievelijk tiende en zevende in het eindklassement.
Op het podium werd Pino vergezeld door de Brit Robert Millar en de Ier Sean Kelly.
Naast het eindklassement werd Pino ook derde in het, door Seán Kelly gewonnen, puntenklassement en tweede in het bergklassement, gewonnen door Spanjaard José Luis Laguía. Pino won slechts één etappe, de afsluitende tijdrit in Jerez de la Frontera.
De Spaanse ploeg Zor-B.H. Sport won het ploegenklassement in 295h 09' 40"
- Aantal ritten: 21 + proloog
- Totale afstand: 3633,0 km
- Gemiddelde snelheid: 37,311 km/h

## Belgische en Nederlandse prestaties

### Belgische etappezeges
- Eddy Planckaert won de derde etappe in Zaragoza en de zevende etappe in Oviedo.

### Nederlandse etappezeges
Er waren geen Nederlandse etappeoverwinningen in deze ronde.

## Etappe-overzicht
| Etappe  | Datum    | Van - naar                         | Km                | Etappewinnaar          | Klassementsleider   |
| ------- | -------- | ---------------------------------- | ----------------- | ---------------------- | ------------------- |
| Proloog | 22 april | Palma de Mallorca                  | 5,7 Ind. tijdrit  | Thierry Marie          | Thierry Marie       |
| 1       | 23 april | Palma de Mallorca                  | 190               | Marc Gomez             | Marc Gomez          |
| 2       | 24 april | Barcelona                          | 182               | Manuel Jorge Domínguez | Marc Gomez          |
| 3       | 25 april | Lerida - Zaragoza                  | 212               | Eddy Planckaert        | Marc Gomez          |
| 4       | 26 april | Zaragoza - Logroño                 | 192               | Alfonso Gutiérrez      | Marc Gomez          |
| 5       | 27 april | Haro - Santander                   | 202               | Jesús Blanco Villar    | Jesús Blanco Villar |
| 6       | 28 april | Santander - Lagos de Covadonga     | 191               | Robert Millar          | Robert Millar       |
| 7       | 29 april | Cangas de Onís - Oviedo            | 180               | Eddy Planckaert        | Robert Millar       |
| 8       | 30 april | Oviedo - Alto del Naranco          | 9,7 Ind. tijdrit  | Marino Lejarreta       | Robert Millar       |
| 9       | 1 mei    | Oviedo - San Isidro                | 180               | Charly Mottet          | Robert Millar       |
| 10      | 2 mei    | San Isidro - Palencia              | 193               | Sean Kelly             | Robert Millar       |
| 11      | 3 mei    | Valladolid                         | 29,1 Ind. tijdrit | Charly Mottet          | Álvaro Pino         |
| 12      | 4 mei    | Valladolid - Segovia               | 258               | Reimund Dietzen        | Álvaro Pino         |
| 13      | 5 mei    | Segovia - Villalba                 | 148               | Sean Kelly             | Álvaro Pino         |
| 14      | 6 mei    | Madrid - Leganés                   | 165               | José Recio             | Álvaro Pino         |
| 15      | 7 mei    | Aranjuez - Albacete                | 207               | Jon “Tati” Egiarte     | Álvaro Pino         |
| 16      | 8 mei    | Albacete - Jaén                    | 264               | Alain Bondue           | Álvaro Pino         |
| 17      | 9 mei    | Jaén - Sierra Nevada               | 172               | Felipe Yáñez           | Álvaro Pino         |
| 18      | 10 mei   | Granada - Benalmádena              | 191               | Viktor Demidenko       | Álvaro Pino         |
| 19      | 11 mei   | Benalmádena - Puerto Real          | 234               | Jesús Blanco Villar    | Álvaro Pino         |
| 20      | 12 mei   | Puerto Real - Jerez de la Frontera | 239               | Marc Gomez             | Álvaro Pino         |
| 21      | 13 mei   | Jerez de la Frontera               | 22 Ind. tijdrit   | Álvaro Pino            | Álvaro Pino         |